# James Boswell
James Boswell (ur. 29 października 1740 w Edynburgu, zm. 19 maja 1795 w Londynie) – pamiętnikarz szkocki.
Boswell urodził się w 1740 roku w Edynburgu w Szkocji. Był najstarszym synem sędziego Alexandra Boswella Lorda Auchinleck i Euphemii Erskine. James miał zostać prawnikiem jak jego ojciec, lecz dziś pamiętany jest jako autor wspaniałej biografii doktora Samuela Johnsona. Jego sposób narracji wycisnął swe piętno na kulturze i literaturze brytyjskiej, a także na języku angielskim. Szczera i dokładna narracja może dziś uzyskać określenie: boswellian.
Boswell jest znany z dzienników obrazujących w sposób nieafektowany i szczery przebieg jego dyskusji z przedstawicielami. Dzienniki te zostały odkryte dopiero w latach dwudziestych XX wieku.
W wieku lat dziewiętnastu James został wysłany przez ojca do Glasgow, by studiować prawo. James nawrócił się tam (bez wiedzy ojca) na katolicyzm i zamierzał zostać mnichem. Ojciec, gdy się o tym dowiedział, nakazał mu wracać do domu. Boswell uciekł schronić się w Londynie. Zdołał się tam ukrywać jedynie trzy miesiące. Ojciec odnalazł go i wpisał go na listę studentów na uniwersytecie w Edynburgu, gdzie młodzieniec studiował przed podróżą do Glasgow. Ojciec kontrolował ściśle jego wydatki przysyłając mu 100 funtów rocznie. Gdy w lipcu 1762 Boswell zdał ustny egzamin prawniczy z niezłym wynikiem, ojciec podwyższył mu pensję do 200 funtów rocznie i pozwolił zostać w Londynie.
Rok 1763 minął Boswellowi pod znakiem londyńskich hulanek i pisania dziennika. w latach 1764-1766 podróżował po Europie. Studiował w Utrechcie prawo i odwiedził Francję, gdzie poznał Woltera i Rousseau jako katolik odbył też pielgrzymkę do Rzymu, pojechał także na Korsykę, gdzie poznał słynnego buntownika przeciw władzy Genui i Francuzów Pasquale Paoliego, którego podziwiał już wcześniej.
W 1766 roku w towarzystwie byłej kochanki Rousseau wrócił do Londynu i został prawnikiem w Edynburgu (tam odbył się ostateczny egzamin). Praktykował w zawodzie przez ponad dziesięć lat. Każdego roku spędzał około miesiąca z Samuelem Johnsonem, z którym żył w serdecznej przyjaźni, mimo że Johnson całe życie nie znosił Szkotów. Zrobił wyjątek dla Boswella. W późnych latach siedemdziesiątych Boswell zaczął popadać w alkoholizm. Po śmierci Johnsona w 1784 roku Boswell osiedlił się w Londynie. W 1791 opublikował swe największe dzieło – jeden z pomników literatury brytyjskiej The Life of Samuel Johnson, w którym opisał życie przyjaciela – jednego z najtęższych umysłów XVIII-wiecznego Londynu.
Ich przyjaźń przetrwała lata, mimo że jeden z nich był Anglikiem, a drugi Szkotem. W przeciwieństwie do Johnsona – Wiga, Boswell był Torysem, a po śmierci celem ataków Macaulaya, wczesnodziewiętnastowiecznego historyka o poglądach wigowskich.

## Dzieła
- Dorando, a Spanish Tale (1767, anonimowo)
- An Account of Corsica (1768) Mapa z Account of Corsica, 1768

Mapa z Account of Corsica, 1768

- The Hypochondriack (1777–1783, seria esejów w „London Magazine”)
- Journal of a Tour to the Hebrides (1785)
- The Life of Samuel Johnson (1791)

## Opublikowane dzienniki
- Boswell’s London Journal, 1762–1763
- Boswell in Holland, 1763–1764, including his correspondence with Belle de Zuylen (ZeÌlide)
- Boswell on the Grand Tour: Germany and Switzerland, 1764
- Boswell on the Grand Tour: Italy, Corsica, and France, 1765–1766
- Boswell in Search of a Wife, 1766–1769
- Boswell for the Defence, 1769–1774
- Boswell: the Ominous Years, 1774–1776
- Boswell in Extremes, 1776–1778
- Boswell: Laird of Auchinleck 1778–1782
- Boswell, the Applause of the Jury, 1782–1785
- Boswell, the English Experiment, 1785–1789
- Boswell: The Great Biographer, 1789–1795